# 삼성 갤럭시 엑스커버 3
삼성 갤럭시 엑스커버 3(Samsung Galaxy Xcover 3)는 삼성전자가 2015년 7월 출시한 안드로이드 스마트폰이다. 삼성 갤럭시 엑스커버 2의 후속 제품이다. 갤럭시 엑스커버 3는 IP67 사양에 맞춰 설계된 방수 및 방진 제품이다. 그것의 후속제품은 삼성 갤럭시 엑스커버 4이다.

## 같이 보기
- 삼성 갤럭시 S6 액티브